# László Markovits
László Markovits (ur. 4 kwietnia 1970 w mieście Meksyk) – węgierski tenisista, reprezentant w Pucharze Davisa, olimpijczyk z Seulu (1988) i Atlanty (1996).

## Kariera tenisowa
Jako zawodowy tenisista Markovits awansował do jednego finału z cyklu ATP World Tour w grze podwójnej.
W latach 1987–1997 reprezentował Węgry w Pucharze Davisa, rozgrywając łącznie 25 meczów, z których w 10 zwyciężył.
Dwa razy uczestniczył w igrzyskach olimpijskich, w 1988 roku w Seulu i w 1996 roku w Atlancie. Był również zgłoszony to turnieju deblowego w 1992 roku w Barcelonie. W grze pojedynczej wystąpił, jako szczęśliwy przegrany, w Barcelonie, gdzie odpadł w 1 rundzie po porażce z Markiem Koevermansem. W grze podwójnej wystąpił w Seulu razem z Gáborem Kövesem. Para przegrała w 2 rundzie z deblem Ken Flach–Robert Seguso. W Barcelonie miał wystąpić w deblu, tym razem z Sándorem Noszálym. Węgrzy nie wystąpili i przegrali walkowerem z George’em Cosakiem i Dinu Pescariu. W Atlancie startował tylko w grze podwójnej. Razem z Gáborem Kövesem odpadli po porażce w 1. rundzie z parą z Południowej Afryki – Ellisem Ferreirą i Wayne’em Ferreirą.
W rankingu gry pojedynczej Markovits najwyżej był na 604. miejscu (19 października 1987), a w klasyfikacji gry podwójnej na 118. pozycji (15 kwietnia 1996).

### Finały w turniejach ATP World Tour
| Nazwa                        |
| ---------------------------- |
| Wielki Szlem                 |
| Igrzyska olimpijskie         |
| ATP Tour World Championships |
| ATP Masters Series           |
| ATP Championship Series      |
| ATP World Series             |

#### Gra podwójna (0–1)
| Końcowy wynik | Nr | Data             | Turniej | Nawierzchnia | Partner      | Przeciwnicy              | Wynik finału |
| ------------- | -- | ---------------- | ------- | ------------ | ------------ | ------------------------ | ------------ |
| Finalista     | 1. | 27 sierpnia 1995 | Umag    | Ceglana      | David Ekerot | Luis Lobo Javier Sánchez | 4:6, 0:6     |